# LII Puchar Gordona Bennetta (balonowy)
52 Puchar Gordona Bennetta – zawody balonów wolnych o Puchar Gordona Bennetta zorganizowane w Albuquerque w Stanach Zjednoczonych. Start nastąpił 6 października 2008 roku.

## Uczestnicy
Wyniki zawodów.
| Zajęte miejsce | Balon                  | Załoga Pilot Pomocnik pilota                      | Kraj              | Czas lotu [h] | Odległość [km] | Miejsce lądowania                |
| -------------- | ---------------------- | ------------------------------------------------- | ----------------- | ------------- | -------------- | -------------------------------- |
| 1.             | N4054N Lady Luck       | David Hempleman-Adams Jonathan Mason              | Wielka Brytania   | 74:12         | 1768,67        | Helenville, Wisconsin (USA)      |
| 2.             | D-ORZL Nicaero Nautilo | Gerald Stürzlinger Helmut Meierhofer              | Austria           | 76:21         | 1593,16        | Altura, Minnesota (USA)          |
| 3.             | N47FC Foxtrot Charlie  | Barbara Fricke Peter Cuneo                        | Stany Zjednoczone | 73:36         | 1513,44        | Belle Plain, Minnesota (USA)     |
| 4.             | D-OWBI Columbus V      | Wilhelm Eimers Ulrich Seel                        | Niemcy            | 69:32         | 1429,28        | Blue Earth, Minnesota (USA)      |
| 5.             | N9041W Bucky's Dream   | Andy Cayton Stuart Enloe                          | Stany Zjednoczone | 74:24         | 1381,96        | Milbank, Dakota Południowa (USA) |
| 6.             | OH-ENI Finn Pearl      | Tomas Hora Volker Loeschhorn                      | Niemcy            | 53:09         | 1211,71        | Warrensburg, Missouri (USA)      |
| 7.             | D-OWBM Warsteiner      | Peter Krafczyk Tobias Anzeneder                   | Niemcy            | 44:51         | 711,75         | Greensburg, Kansas (USA)         |
| 8.             | N6395V Casey Lynn      | Louis Vitanza Albert Padelt                       | Stany Zjednoczone | 35:02         | 318,25         | Portales, Nowy Meksyk (USA)      |
| 9.             | HB-QHJ Ed. Spelterini  | Kurt Frieden Pascal Witpraechtiger                | Szwajcaria        | 44:24         | 195,21         | Yeso, Nowy Meksyk (USA)          |
| 10.            | G-BWOK                 | Simon Forse Allan Nimmo                           | Wielka Brytania   | 23:07         | 145,19         | Servilleta, Nowy Meksyk (USA)    |
| 11.            | HB-QHP Ajoie           | Max Krebs Walter Vollenweider                     | Szwajcaria        | 17:27         | 32,57          | Zia Pueblo, Nowy Meksyk (USA)    |
| 12.            | N64KD Pink Knickers    | Thierry Villey-Desmeserets Phillipe Buron-Pilatre | Francja           | 22:05         | 20,42          | Rio Rancho, Nowy Meksyk (USA)    |